# Ismael Diawara
Ismael Diarra Diawara (Örebro, 11 novembre 1994) è un calciatore svedese naturalizzato maliano, portiere del Sirius e della nazionale maliana.

## Carriera

### Club
Cresciuto nel Rynninge IK, squadra dilettantistica con sede nella cittadina di Örebro, Diawara debutta in prima squadra nel 2011, all'età di sedici anni, totalizzando le sue prime 4 partite nella quarta serie nazionale. Colleziona altre 6 presenze nel 2012, poi nel campionato seguente diventa titolare in pianta stabile, giocando in tutte e 22 le partite in calendario.
Tra il gennaio e il febbraio del 2014 svolge dei provini con l'IFK Mariehamn e con il Syrianska, ma alla fine approda al Forward, altra squadra dilettantistica di Örebro, in cui rimane un anno disputando 25 partite nel campionato di Division 1 2014.
Per il 2015 decide di accettare la parentesi in Norvegia con l'ingaggio da parte del Gjøvik-Lyn, club militante nel terzo livello del calcio norvegese.
Ritorna a giocare in Svezia nel 2016 con la chiamata da parte del Landskrona BoIS, squadra impegnata anche in questo caso nella terza serie nazionale. Qui Diawara viene schierato nelle prime 9 giornate di campionato, poi da lì in poi gli viene preferito l'altro portiere Amr Kaddoura, riuscendo a tornare titolare solo all'ultima giornata in una partita poco influente ai fini della classifica essendo i bianconeri già sicuri del terzo posto.
In vista della stagione 2017, Diawara scende nella quarta serie nazionale accordandosi a parametro zero con il Motala.
Nel gennaio del 2018 firma un contratto biennale con il Degerfors, arrivando così al campionato di Superettan – la seconda serie nazionale – per la prima volta in carriera. Durante la sua prima stagione siede in panchina nelle prime 28 giornate, trovando spazio solo negli ultimi due incontri. Nel 2019 invece gioca titolare tutte e 30 le partite in programma. In occasione della Superettan 2020, fa parte della rosa che riesce a conquistare la promozione in Allsvenskan, categoria in cui il Degerfors mancava da 23 anni. Diawara debutta così nella massima serie svedese il 12 aprile 2021 nell'incontro perso 2-0 sul campo dell'AIK.
L'11 agosto 2021, a stagione in corso nonché a quasi 6 mesi dalla scadenza contrattuale con il Degerfors, viene acquistato dal Malmö FF nell'ottica di ricoprire il ruolo di nuova riserva di Johan Dahlin. Il successivo 24 agosto, Diawara subentra all'infortunato Dahlin nel primo tempo della sfida di ritorno dello spareggio contro il Ludogorec, partita che qualifica gli svedesi alla fase a gironi della UEFA Champions League 2021-2022. Nell'arco della competizione, Diawara gioca anche l'intera partita casalinga persa 0-3 contro la Juventus e sostituisce il dolorante Dahlin nell'intervallo della trasferta persa 4-0 contro il Chelsea.
Complice un altro infortunio occorso a Dahlin, Diawara nel maggio 2022 gioca titolare la finale di Coppa di Svezia in trasferta contro l'Hammarby. La partita, che vedeva il risultato di 0-0 dopo i tempi supplementari, viene vinta dal Malmö ai calci di rigore grazie ai due tiri dal dischetto parati da Diawara ai biancoverdi Besara e Selmani. Il ritorno del titolare Dahlin riporta però Diawara in panchina, tanto che nell'Allsvenskan 2023 il portiere di origine maliana colleziona solo una presenza, pur laureandosi formalmente campione di Svezia insieme al Malmö.
In vista della stagione 2024, mentre il Malmö si accorda con il portiere brasiliano Ricardo Friedrich, mantenendo in rosa anche Dahlin, l'AIK ingaggia Diawara con un contratto triennale nell'ottica di aumentare la concorrenza nei confronti del titolare Kristoffer Nordfeldt. Durante quest'anno, tuttavia, Diawara rimane riserva dello stesso Nordfeldt, avendo un utilizzo limitato a tre gare di campionato e a una nella semifinale di Coppa di Svezia in cui subentra sul finire dei tempi supplementari appositamente per la serie di rigori, la quale vede però prevalere i rivali del Djurgården.
Tra la fine della stagione 2024 e l'inizio della stagione 2025 Diawara è stato ceduto dall'AIK al Sirius, club che aveva appena perso a parametro zero il proprio portiere titolare Jakob Tånnander.

### Nazionale
Il 14 novembre 2021 esordisce con la nazionale maliana nel match vinto 1-0 contro l'Uganda valido per le qualificazioni ai mondiali 2022. Successivamente viene convocato per la Coppa d'Africa 2021 e per la Coppa d'Africa 2023, pur rimanendo in panchina in entrambe le edizioni.

## Statistiche
Statistiche aggiornate al 15 novembre 2021.

### Presenze e reti nei club
| Stagione        | Squadra         | Campionato      | Campionato | Campionato | Coppe nazionali | Coppe nazionali | Coppe nazionali | Coppe continentali | Coppe continentali | Coppe continentali | Altre coppe | Altre coppe | Altre coppe | Totale | Totale | Totale |
| Stagione        | Squadra         | Comp            | Pres       | Reti       | Comp            | Pres            | Reti            | Comp               | Pres               | Reti               | Comp        | Pres        | Reti        | Pres   | Reti   |        |
| --------------- | --------------- | --------------- | ---------- | ---------- | --------------- | --------------- | --------------- | ------------------ | ------------------ | ------------------ | ----------- | ----------- | ----------- | ------ | ------ | ------ |
| 2011            | Rynninge IK     | D2              | 4          | 0          | CS              | 0               | 0               |                    | -                  | -                  |             | -           | -           | 4      | 0      |        |
| 2012            | Rynninge IK     | D2              | 6          | 0          | CS              | 1               | 0               |                    | -                  | -                  |             | -           | -           | 7      | 0      |        |
| 2013            | Rynninge IK     | D2              | 22         | 0          | CS              | 1               | 0               |                    | -                  | -                  |             | -           | -           | 23     | 0      |        |
| 2014            | Forward         | D1              | 25         | 0          | CS              | 0               | 0               |                    | -                  | -                  |             | -           | -           | 25     | 0      |        |
| 2015            | Gjøvik-Lyn      | 2D              | 24         | 0          | CN              | 3               | 0               |                    | -                  | -                  |             | -           | -           | 27     | 0      |        |
| 2016            | Landskrona BoIS | D1              | 10         | 0          | CS              | 0               | 0               |                    | -                  | -                  |             | -           | -           | 10     | 0      |        |
| 2017            | Motala          | D2              | 26         | 0          | CS              | 0               | 0               |                    | -                  | -                  |             | -           | -           | 26     | 0      |        |
| 2018            | Degerfors       | S1              | 2          | 0          | CS+CS           | 1+1             | 0               |                    | -                  | -                  |             | -           | -           | 4      | 0      |        |
| 2019            | Degerfors       | S1              | 30         | 0          | CS+CS           | 1+0             | 0               |                    | -                  | -                  |             | -           | -           | 31     | 0      |        |
| 2020            | Degerfors       | S1              | 21         | 0          | CS              | 2               | 0               |                    | -                  | -                  |             | -           | -           | 23     | 0      |        |
| 2021            | Degerfors       | A               | 13         | 0          | CS              | 0               | 0               |                    | -                  | -                  |             | -           | -           | 13     | 0      |        |
| 2021            | Malmö FF        | A               | 2          | 0          | CS              | 0               | 0               | UCL                | 3                  | 0                  |             | -           | -           | 5      | 0      |        |
| Totale carriera | Totale carriera | Totale carriera | 185        | 0          |                 | 10              | 0               |                    | 3                  | 0                  |             | -           | -           | 198    | 0      |        |

### Cronologia presenze e reti in nazionale
| Cronologia completa delle presenze e delle reti in nazionale ― Mali | Cronologia completa delle presenze e delle reti in nazionale ― Mali | Cronologia completa delle presenze e delle reti in nazionale ― Mali | Cronologia completa delle presenze e delle reti in nazionale ― Mali | Cronologia completa delle presenze e delle reti in nazionale ― Mali | Cronologia completa delle presenze e delle reti in nazionale ― Mali | Cronologia completa delle presenze e delle reti in nazionale ― Mali | Cronologia completa delle presenze e delle reti in nazionale ― Mali |
| Data                                                                | Città                                                               | In casa                                                             | Risultato                                                           | Ospiti                                                              | Competizione                                                        | Reti                                                                | Note                                                                |
| ------------------------------------------------------------------- | ------------------------------------------------------------------- | ------------------------------------------------------------------- | ------------------------------------------------------------------- | ------------------------------------------------------------------- | ------------------------------------------------------------------- | ------------------------------------------------------------------- | ------------------------------------------------------------------- |
| 14-11-2021                                                          | Agadir                                                              | Mali                                                                | 1 – 0                                                               | Uganda                                                              | Qual. Mondiali 2022                                                 | -                                                                   |                                                                     |
| 4-6-2022                                                            | Bamako                                                              | Mali                                                                | 4 – 0                                                               | Rep. del Congo                                                      | Qual. Coppa d'Africa 2023                                           | -                                                                   |                                                                     |
| 9-6-2022                                                            | Kampala                                                             | Sudan del Sud                                                       | 1 – 3                                                               | Mali                                                                | Qual. Coppa d'Africa 2023                                           | -1                                                                  |                                                                     |
| 23-9-2022                                                           | Bamako                                                              | Mali                                                                | 1 – 0                                                               | Zambia                                                              | Amichevole                                                          | -                                                                   |                                                                     |
| 16-11-2022                                                          | Bir El Djir                                                         | Algeria                                                             | 1 – 1                                                               | Mali                                                                | Amichevole                                                          | -1                                                                  |                                                                     |
| 24-3-2023                                                           | Bamako                                                              | Mali                                                                | 2 – 0                                                               | Gambia                                                              | Qual. Coppa d'Africa 2023                                           | -                                                                   |                                                                     |
| 28-3-2023                                                           | Casablanca                                                          | Gambia                                                              | 1 – 0                                                               | Mali                                                                | Qual. Coppa d'Africa 2023                                           | -1                                                                  |                                                                     |
| 17-10-2023                                                          | Portimão                                                            | Arabia Saudita                                                      | 1 – 3                                                               | Mali                                                                | Amichevole                                                          | -1                                                                  |                                                                     |
| 17-11-2023                                                          | Bamako                                                              | Mali                                                                | 3 – 1                                                               | Ciad                                                                | Qual. Mondiali 2026                                                 | -1                                                                  |                                                                     |
| 20-11-2023                                                          | Bamako                                                              | Mali                                                                | 1 – 1                                                               | Rep. Centrafricana                                                  | Qual. Mondiali 2026                                                 | -1                                                                  |                                                                     |
| Totale                                                              |                                                                     | Presenze                                                            | 10                                                                  |                                                                     | Reti                                                                | -6                                                                  |                                                                     |

## Palmarès

### Club

#### Competizioni nazionali
- Campionato svedese: 2

Malmö FF: 2021, 2023
- Coppa di Svezia: 1

Malmö FF: 2021-2022